# 196035 Haraldbill
196035 Haraldbill este un asteroid din centura principală de asteroizi.

## Descriere
196035 Haraldbill este un asteroid din centura principală de asteroizi. A fost descoperit pe 30 septembrie 2002 la Trebur de Mike Kretlow. Asteroidul prezintă o orbită caracterizată de o semiaxă mare de 3,17 ua, o excentricitate de 0,28 și o înclinație de 25,0° în raport cu ecliptica.